# Culicoides kribiensis
Culicoides kribiensis är en tvåvingeart som beskrevs av Jean-Jacques Kieffer 1921. Culicoides kribiensis ingår i släktet Culicoides och familjen svidknott. Inga underarter finns listade i Catalogue of Life.